# Зерновое (Иркутская область)
Зерновое — село в Черемховском районе Иркутской области России.

## Население
| 2002 | 2010 | 2011 | 2012 |
| ---- | ---- | ---- | ---- |
| 600  | ↗613 | ↘611 | ↘610 |

## Экономика
В селе находится ферма и административное здание СХ ОАО «Белореченское».

## Образование
В селе расположена МКОУ СОШ с. Зерновое, в которой обучается около 244 человек.

## Коммуникации
В селе есть только беспроводной интернет и беспроводная связь. Отделение почты России